# Методи дослідження Інтернет-аудиторії
Методи дослідження Інтернет-аудиторії — сукупність методів соціологічних та маркетингових досліджень, які спрямовані на виявлення ставлення аудиторії кібер-простору до певних явищ.

## Інтернет-опитування
Існує три основні типи Інтернет-опитування: через і-мейл, за допомогою спеціальних додатків в Інтернеті та за допомогою вебсторінок .

### Інтернет-опитування через і-мейл
Чи не найпростіший метод проведення Інтернет-опитування вважається за допомогою і-мейлу,. Дослідник має розробити опитник, який він зможе надіслати учаснику дослідження на його електронну адресу. Для респондента такий тип дослідження є досить спрощеним, оскільки все, що йому потрібно — це відкрити і-мейл та відповісти на питання.
Хоча цей тип дослідження є дуже зручним як для дослідника, так і для його учасників, але він має низку недоліків: наприклад, опитування через електронну пошту можуть не завжди сприйматися адекватно серверами і тому, часом вони можуть потрапляти у папку спам або ж взагалі не доходити до своїх учасників.

### Інтернет-опитування через спеціальні онлайн-додатки
Для проведення такого типу дослідження потрібна більша залученість учасника дослідження, оскільки їй/йому треба завантажити і відкрити спеціальну програму, за допомогою якої вона/він зможе пройти опитування. Такий тип Інтернет-опитування цінний тим, що він може містити конкретно виділений час, за який респондент має відповісти на питання (наприклад: «На те, щоб відповісти на вище наведенні питання у Вас є не більше, ніж 15 хвилин».), контроль над тим, скільки питань респондент може бачити (наприклад, респондент не може перейти до наступного питання, якщо не відповість на попереднє) і також такі програми зазвичай забезпечують конфіденційність та безпеку інформації, яка поширюється під час проведення такого опитування.
До прикладів такого типу опитування можна віднести програми, які можна завантажити до себе на комп'ютер, такі як The Survey Application чи Zoomerang.

### Інтернет-опитування на вебсторінках
Такого типу дослідження містяться на окремо створених для них вебсторінках. Для того, щоб пройти таке опитування, учасник дослідження має перейти за посиланням на вебсторінку, використовуючи Універсальне ресурсне посилання (URL), яке відкриється у браузері користувача.

## Онлайн фокус-групи
Онлайн фокус-група — тип фокус-групового дослідження, а також підтип дослідження Інтернет-аудиторії; якісний метод соціологічного дослідження, який проводиться за методикою групового інтерв'ю у якому беруть участь модератор (той, хто направляє розмову у відповідне русло між респондентами: ставить питання, надає слово тим чи іншим респондентам, тощо) та респонденти, ідеальна кількість яких зазвичай складає 6-12 осіб.
Типові сфери застосування онлайн фокус-груп: дослідження у сфері споживчої поведінки, дослідження business-to-business та політичні дослідження. Тривалість онлайн фокус-групи може бути від 60 до 90 хвилин.

### Процес проведення онлайн фокус-групового дослідження
1. створення вебсайту з паролем, який зможе забезпечити конфіденційність інформації, яка буде обговорюватись під час фокус групового обговорення, а також конфіденційність окремо кожного респондента, який братиме участь у даному дослідженні
2. відправлення запрошення респондентам з точним часом проведення фокус групи онлайн
3. зустріч модератора та членів дослідження у зазначений час, після чого відбувається розмова між членами дослідження та модератором, де останній ставить питання учасникам і модерує їх розмову. передбачається, що учасники онлайн фокус групи будуть інтеракціонувати між собою так, як у реальній фокус-групі.

### Переваги онлайн фокус-групового дослідження[5]
- дешевизна: всі зустрічаються у віртуальному просторі, що позбавляє таких витрат як: на дорогу до місця проведення фокус групи; на забезпечення респондентів підручними матеріалами (ручками, папером, чаєм, кавою, водою, перекусом).
- інтернаціональність респондентів: учасниками онлайн фокус групи можуть бути представники різних країн, що може зіграти на користь коефіцієнта репрезентативності дослідження.
- відкритість респондентів: часом респондентам може бути комфортніше спілкуватись у онлайн-режимі, оскільки вони себе так більш відкрито почувають і можуть більш вільно висловлювати свої думки;
- можливість отримання експертної думки: можливість поспілкуватись із експертами, які не мають часу на участь у такому дослідженні у звичайному житті, однак можуть виділити на це час у віртуальному житті (наприклад, бізнесмени, які є добре обізнаними у певній маркетинговій сфері і їхня думка є дуже важливою у темі дослідження запропонованій фокус групою).

### Недоліки онлайн фокус-групового дослідження[5]
- брак інтерактивності: перебуваючи у віртуальному просторі, люди менше можуть інтеракціонувати між собою, ніж у розмовах face-to-face, що у свою чергу може спричинити втрату глибинної інформації;
- обмеження модератора: дослідник під час проведення онлайн фокус-групи може не помітити деякі важливі невербальні елементи поведінки респондента/тів, що у свою чергу також відіграє роль у отриманні результатів дослідження; модератор не може взяти повністю під контроль ситуацію: вона/він не можуть відслідкувати хто з респондентів друкує відповідь; вона/він не можуть відслідкувати насправді у якому середовищі перебувають респонденти: чи вони сидять біля телевізора чи займаються будь чим іншим, в той час як вони мають зосереджуватись на написанні адекватної відповіді-реакції на питання/коментар;
- якщо онлайн фокус група стосується маркетингового дослідження, то учасники цього дослідження не мають зможу торкнутись і роздивитися товари, які досліджуються, що у свою чергу резонує у тому, що деякі теми, які могли б виникнути під час стандартного фокус-групового дослідження, не можуть виникнути під час такого ж дослідження в онлайн-режимі;
- обмеження у виборі респондентів: в онлайн фокус-групі можуть брати тільки ті її учасники, які можуть швидко читати і друкувати.

### Типи онлайн фокус-груп
У першу чергу онлайн фокус-групи діляться за часовим критерієм на асинхронні та синхронні.

#### Асинхронні онлайн фокус-групи
Даний спосіб онлайн-дослідження полягає у імейл-листуванні, розсилці повідомлень чи іншому виду комунікації, який не передбачає прив'язки до конкретного часу всіх учасників онлайн фокус-групи. Учасники такого типу дослідження мають зареєструватися на сайті форуму, що дає можливість моніторингу учасників, збором даних про міграцію учасників форуму по його сайті, часові затрати на перегляд питання чи коментаря, які містяться на форумі. До того ж, IP-адреси учасників форуму дозволяють визначити їх кількість та географічну локацію. Учасники асинхронної онлайн фокус-групи можуть читати всі чи будь-які іншу кількість питань модератора, відповіді та коментарі на ці питання безпосередньо інших учасників, і у відповідь можуть відповідати і коментувати те, що вони хочуть.

#### Синхронні онлайн фокус-групи
Такий тип онлайн-дослідження іншими словами можна назвати як онлайн фокус-група в «реальному часі» (real-time). Він передбачає, що всі учасники фокус-групи беруть участь у дослідженні в той самий час у чаті чи онлайн-конференції. За допомогою цього типу дослідження учасники фокус-групи можуть бачити один одного, слідкувати за емоціями і реакціями, що у свою чергу породжує нові теми для дискусій та обговорень. Коли у асинхронних онлайн фокус-групах учасники користуються більш формальною мовою, то синхронні онлайн фокус-групи дають відчуття живої розмови, яка є більш спрощеною і радше неформальною.

### Види онлайн фокус-груп[7]

#### Онлайн фокус-група у «реальному часі»
Іншим методом онлайн фокус-групи є проведення онлайн-сесії за допомогою вебкамери та відео-стріму. Такий тип дослідження передбачає збір всіх учасників у заздалегідь визначений час разом на узгодженому сайті, де вони можуть проводити живу розмову і бачити один одного. Однак, цей тип дослідження має свій недолік у тому, що відповіді респондентів можуть мати хаотичний порядок, за яким практично не можливо услідкувати, що у свою чергу спричинює незручності у трансрибуванні розмови під час такого дослідження.

#### Онлайн фокус-група без модератора
Такий тип онлайн фокус-групи полягає у тому, що програмна система (вебсайт чи спеціалізована програма) надсилає запрошення респонденту для того, щоб взяти участь у дослідженні на базі «перший прийшов, перший отримав» («First come, first served» (англ.)). Респонденту пропонується пройти одне чи декілька завдань при цьому перебуваючи у інтеракції з вебсайтом, реагуючи на завдання, які сайт висуває: випливаючі запитання, перегляд відео/реклами, тощо, коли респонденти можуть перебувати у себе вдома чи будь-де в іншому місці. Особливість такого типу дослідження полягає у тому, що в той час, як респондент бере у ньому участь онлайн, то вебкамера, яка встановлена на його комп'ютері, записує емоції цього учасника і всі здійснені ним рухи на комп'ютері також фіксуються. Після того, як респондент закінчив відповідати на питання, йому пропонується дати відповідь на декілька пост-дослідницьких питань таких як: «Який був меседж реклами, яку ви перегляну у цьому дослідженні? Чи ви зупинили рекламу під час її перегляду? Чому ви вирішили зупинити рекламу?» тощо.
Результати такого дослідження компонують у 360° Video in Video (ViV), так що відео, яке записувало емоції співставляється разом із записом того, що респондент робив на комп'ютері (на які відповіді відповідав; яким чином відповідав на питання; як довго на них відповідав; тощо).

#### Метод «дошки оголошень»
Для цього виду онлайн фокус-групи характерно, що модератор публікує питання на захищеному паролем сайті, де респонденти, які зайшли на це сайт, дають відповіді на питання у вільному порядку та за власним бажанням.
Цей метод найкраще використовувати, коли респонденти є надто зайнятими для того, щоб взяти участь у «живій» онлайн фокус-групі. Однак, респонденти можуть відповісти на питання протягом певного періоду часу, коли вони будуть мати час і змогу більш ретельно обдумати свою відповідь/відповіді. Такий метод проведення онлайн фокус-групи ефективно використовувати, коли тема дослідження є сенситивною чи складною.

## Глибинні (інтенсивні) інтерв'ю онлайн
Глибинне інтерв'ю — метод якісного соціологічного та маркетингового дослідження, який спрямований на глибоке розкриття досліджуваної проблеми чи питання, з'ясування деталей досліджуваної тематики та відкриття її нових сторін.
Цей тип дослідження, як і попередній, слід розділити на дві категорії: у реальному часі та асинхронний.

#### Синхронне глибинне інтерв'ю онлайн
Позначає проведення онлайн-розмови, коли інтерв'юер та респондент можуть чути і бачити один одного. Перевага цього підтипу глибинного інтерв'ю онлайн полягає у тому, що інтерв'юер має зможу записувати як відео-розмову, так і аудіо-розмову, що у свою чергу може дати більше даних у висновках дослідження, а також інтерв'юер може слідкувати за невербальною поведінкою поведінкою респондента, яка також несе цінність для результатів дослідження.

#### Асинхронне глибинне інтерв'ю онлайн
Проводиться в режимі листування між інтерв'юером та його респондентом. Інтерв'юер надсилає питання чи низку питань своєю респонденту, який у відповідь надсилає свою рефлексію на поставлені йому питання. Такий підтип онлайн фокус групи займає більше часу, ніж у синхронне. Більше того, цей тип дослідження позбавляє інтерв'юера даних по невербальній поведінці респондента, що у свою чергу позбавляє аналізу таких даних у результатах дослідження.

### Переваги глибинного (інтенсивного) інтерв'ю онлайн[8]
- зручність: інтерв'ю може бути проведено у будь-який зручний для респондента час і у будь-якому зручному для нього місці;
- комфорт: деяким респондентам комфортніше розмовляти у режимі онлайн, ніж віч-на-віч, особливо якщо тема обговорення є сенситивною;
- відкриті запитання-відповіді: інтерв'юер може більше заглибитись у проблематику досліджуваної теми, оскільки може ставити питання, які можуть бути спровоковані відповідями респондента;
- ширший діапазон тем для обговорення: під час проведення глибинного інтерв'ю, в якому беруть тільки інтерв'юер та його респондент, можна зачепити теми, які є табуйованими під час обговорення їх у більшій аудиторії;
- мультинаціональність: можливість провести інтерв'ю з людиною, з будь-якої країни.

### Недоліки глибинного (інтенсивного) інтерв'ю онлайн[8]
- потреба у високо кваліфікаційному інтерв'юері: для проведення глибинного інтерв'ю потрібен фахівець у даній справі, який зможе вдало ставити запитання, конструювати нові питання, які можуть виникати в ході відповідей респондента, тощо;
- однотипні питання не всім підходять: зазвичай для вибірки такого типу дослідження готується один список питань, який може підходити один, але не підходити іншим респондентам, оскільки у всіх може бути різне сприйняття.

## Нетнографія
Нетнографія — проведення етнографічного дослідження онлайн; досить новий якісний метод дослідження, який використовує технологію етнографічного дослідження для вивчення культури та спільнот через опосередковану комп'ютерну комунікацію. Цей термін також ще можуть позначати як кібер-етнографія чи онлайн етнографія.
Віртуальна етнографія дозволяє розширити рамки звичайного етнографічного дослідження до кіберпростору. Таке дослідження характеризується зануренням дослідника у його дослідницьке поле: ситуації, обставини, буденне життя його об'єктів дослідження.
Варто зауважити, що цей термін не треба плутати із диджитал-етнографією — термін, який позначає етнографічні методи, які використовують цифрові інструменти, однак, які використовують не лише у кіберпросторі, але в його ширшій компетенції. Диджитал-етнографія може також включати онлайн польові записки, онлайн спостереження учасників, ведення блогів і, на додачу, охоплювати віртуальну етнографію, але у ширшому її розумінні . Диджитал-етнографія — це у широкому розумінні будь-яка етнографія, яка характеризується методом збору даних за допомогою комп'ютеро-опосередкованої комунікації та диджитал-технологій.

### Специфіка проведення нетнографічного дослідження
Для того, щоб провести нетнографічне дослідження у його дослідників має бути специфічне маркетингове дослідницьке питання. Визначившись із проблемним питанням, дослідник має користуватись наступною тактикою проведення такого типу дослідження:
1. має знайти найбільш підходящий онлайн-форум, який буде відповідати типам запитань, які пропонуються дослідженням;
2. визначити вибірку, яка буде зможе відповідати найвищому критерію репрезентативності для даного випадку (наприклад, конкретна онлайн-спільнота людей — користувачі мережі Інтернет «Воля»);
3. збір інформації, який відбувається на двох рівнях: 1. дослідник копіює інформацію із форуму чи будь-якого іншого джерела комунікації між ним та досліджуваною групою, та 2. дослідник має робити власні польові записки того, що він бачить під час проведення свого дослідження у його досліджуваній групі, і цей процес має тривати доти, доки нові теми досліджуваної сфери вже не будуть появлятись;
4. проведення аналізу отриманих результатів та вироблення достовірних висновків нетнографічного дослідження.

Є низка типових вимог до представників вибірки етнографічного етнографічного дослідження онлайн:
- учасники дослідження мають вести онлайн-щоденник, де вони писатимуть про свої думки та описуватимуть поведінку, яка може бути корисною для дослідницького питання;
- робити фотографії, які будуть релевантними для дослідження, і які зможе використати дослідник для аналізу;
- учасник дослідження має взяти участь у глибинному (інтенсивному) інтерв'ю, яка базуватиметься на тому, про що він писав у своєму онлайн-щоденнику та які фотографії завантажував на нього;
- учасник дослідження має провести досліднику віртуальним тур свого навколишнього середовища за допомогою вебкамери.

Додатково до вище згаданих тактик проведення нетнографічного дослідження можна додати «занурення» дослідника у навколишнє середовище учасника дослідження. Відтак, дослідник може попросити учасника свого дослідження описати його дім за допомогою фото-альбому, відео-кліпів чи записів на блозі.

## Онлайн-експеримент
Даний метод дослідження зазвичай використовують у сфери когнітивної та соціально психології.

### Переваги онлайн-експерименту[12]
- доступ до широкої вибірки: учасники дослідження можуть репрезентувати широкодемографічну вибірку, включаючи тих людей, які б не погодились на проведення експерименту у лабораторному просторі; можуть брати участь у дослідженні 24/7;
- комфортність: для проведення онлайн-експериментів не треба шукати спеціального приміщення, оскільки все відбувається у віртуальному просторі;
- обмеженість дії експериментатора: у віртуальному просторі експериментатор (якщо він взагалі є) обмежується рамками своєї діяльності і не може «надто багато» експериментувати над учасниками дослідження.
- дешевизна: онлайн-експерименти не потребують ні спеціального приміщення, ні обладнання, ні спеціалізованого персоналу, що у свою чергу позбавляє великих фінансових витрат;
- можливість провести крос-культурні дослідження: оскільки дослідження відбувається у режимі онлайн, то вибірка може бути міжкультурною.

### Недоліки онлайн-експерименту[12]
- обмеженість дії експериментатора: експериментатор не має змоги слідкувати за учасниками свого дослідження, що може впливати на результати дослідження; деякі індивіди можуть брати участь у одному й тому самому дослідженні двічі, що впливає на валідність результатів дослідження; учасники дослідження можуть в будь-який момент покинути дослідження;
- волонтерська вибірка: люди йдуть на дослідження на волонтерських умовах, тому що вони мотивовані чи зацікавлені у темі дослідження;
- обмеження для учасників онлайн-експерименту: учасники такого типу дослідження не можуть поставити додаткові чи уточнюючі питання стосовно методології чи інструктажу проходження такого дослідження, або ж можуть взагалі ігнорувати будь-які правила поводження під час такого дослідження.